# فرونهوفن
فرونهوفن (به آلمانی: Fronhofen) یک شهر در آلمان است که در راین-هونسروک واقع شده‌است. فرونهوفن ۱۹۸ نفر جمعیت دارد.